# آيت ميمون أو موسى (آيت بورزوين الجنوبية)
آيت ميمون أو موسى هو دُوَّار يقع بجماعة آيت بورزوين، إقليم الحاجب، جهة فاس مكناس في المملكة المغربية. ينتمي الدوّار لمشيخة آيت بورزوين الجنوبية التي تضم 6 دواوير. يقدر عدد سكانه بـ 245 نسمة حسب الإحصاء الرسمي للسكان والسكنى لسنة 2004.

## وصلات خارجية
- البوابة الوطنية للجماعات الترابية
- المندوبية السامية للتخطيط